# 查理五世广场

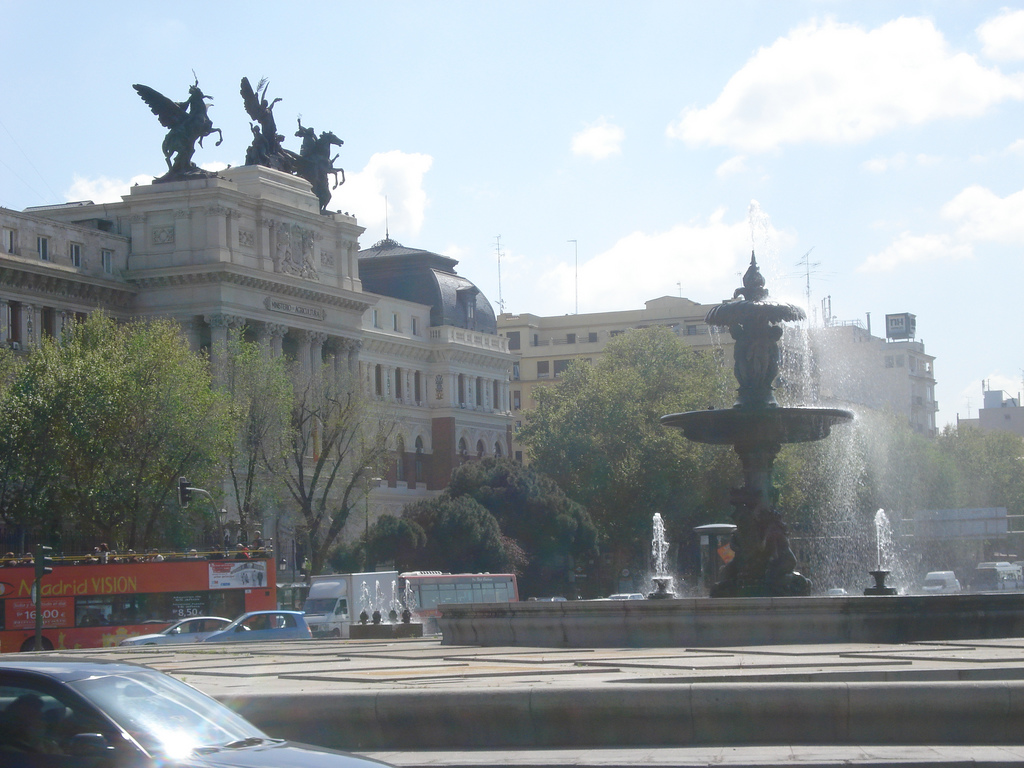
查理五世广场

查理五世广场（Plaza del Emperador Carlos V）是西班牙马德里的一个广场，得名于皇帝查理五世。这个广场俗称为阿托查广场（Plaza de Atocha），因为 阿托查车站位于此处。广场上重要的地标还有索菲亚王后艺术中心、西班牙农业部大楼，以及19世纪政治家Claudio Moyano雕塑. 查理五世广场为长方形，一端有一个大回旋处，中心是马德里的两座Alcachofa 喷泉之一（另一座在丽池公园，Parque del Retiro）。
多条街道交汇于查理五世广场，包括阿托查街（Calle de Atocha）、普拉多大道（Paseo del Prado）、伊莎贝尔大道（Paseo de la Infanta Isabel）、巴塞罗那市大街（Avenida de la Ciudad de Barcelona）、 阿尔瓦罗街（Calle de Méndez Álvaro）、德力西亚斯大道（Paseo de las Delicias）、圣玛丽娅大道（Paseo de Santa María de la Cabeza），和阿托查环路（Ronda de Atocha）。
马德里地铁1号线在此设有阿托查站。